# Haemogregarina rubrimarensis
Haemogregarina rubrimarensis is een soort in de taxonomische indeling van de Myzozoa, een stam van microscopische parasitaire dieren. Het organisme komt uit het geslacht Haemogregarina en behoort tot de familie Haemogregarinidae. Haemogregarina rubrimarensis werd in 1960 ontdekt door Saunders.